# Le Rideau jaune
 (décembre 2023).
Si vous disposez d'ouvrages ou d'articles de référence ou si vous connaissez des sites web de qualité traitant du thème abordé ici, merci de compléter l'article en donnant les références utiles à sa vérifiabilité et en les liant à la section « Notes et références ».
Le Rideau jaune – ou Composition – est un tableau réalisé en 1915 par le peintre français Henri Matisse. Cette huile sur toile représente une fenêtre de la maison de l'artiste à Issy-les-Moulineaux, un rideau étant reconnaissable sur le côté gauche malgré une composition générale qui approche l'œuvre de l'abstraction. Celle-ci est conservée au Museum of Modern Art, à New York, aux États-Unis.